# Архиепархия Додомы
Архиепархия Додомы (лат. Archidioecesis Dodomaënsis) — архиепархия Римско-Католической Церкви с центром в городе Додома, Танзания. В митрополию Додомы входят епархии Кондоа и Сингиды. Кафедральным собором архиепархии Додомы является церковь святого Павла Креста.

## История
28 апреля 1935 года Папа Римский Пий XII издал буллу «Romani Pontificis», которой учредил апостольскую префектуру Додомы, выделив её из апостольских викариатов Багамойо (сегодня — Епархия Морогоро), Килиманджаро (сегодня — Епархия Моши) и апостольской префектуры Иринги (сегодня — Епархия Иринги).
14 апреля 1943 года апостольская префектура Додомы передала часть своей территории для образования апостольской префектуры Мбулу (сегодня — Епархия Мбулу)
10 мая 1951 года Папа Римский Пий XII издал буллу «In Tanganyikensi», которой преобразовал апостольскую префектуру Додомы в апостольский викариат.
25 марта 1953 года Папа Римский Пий XII издал буллу «Quemadmodum ad Nos», которой преобразовал апостольский викариат Додомы в епархию.
25 марта 1972 года и 12 марта 2011 года епархия Додомы передала часть своей территории для образования новых епархий Сингиды и Кондоа.
6 ноября 2014 года епархия Додомы была возведена в ранг архиепархии-митрополии.

## Ординарии
- епископ Stanislao dell’Addolorata C.P.[1] (16.06.1937 — 1941);
- епископ Anthony Jeremiah Pesce C.P. (10.05.1951 — 20.12.1971)4
- епископ Matthias Joseph Isuja (26.06.1972 — 15.01.2005);
- Иуда Фаддей Руваичи, O.F.M.Cap. (15.01.2005 — 10.11.2010), назначен архиепископом Мванзы;
- епископ Джервес Джон Мвасиквабхила Ньайсонга (9.01.2011 — 7.02.2014), назначен епископом Мпанды.
- архиепископ Beatus Kinyaiya, O.F.M.Cap. (с 6 ноября 2014 года).